# 国鉄ケ145形蒸気機関車 (初代)
ケ145形は、かつて日本国有鉄道の前身である鉄道省に在籍した、特殊狭軌線用タンク式蒸気機関車である。

## 概要
元は、千葉県営鉄道久留里線（現在の東日本旅客鉄道久留里線）に所属した機関車で、1912年（明治45年）2両がドイツのオーレンシュタイン・ウント・コッペルで製造された。千葉県営鉄道では、3形（1, 2）と称したが、1923年（大正12年）9月1日の国有化にともない、それに先立つ8月27日付けで国有鉄道籍となり、ケ145形（ケ145, ケ146）と改番された。製造番号は、5249, 5250であると推定されているが、メーカーのリストでは耶馬渓鉄道に納入されたことになっている。これは、輸入を取り扱った商社が、千葉県の駆け込み注文に対し、耶馬渓鉄道用に発注されていた車両を、急遽千葉県に振り向けたものと考えられている。耶馬渓鉄道に対しては、1913年（大正2年）に3両の同形機（製造番号6586 - 6588）が追加発注のうえ、納入されている。
本形式は、車軸配置0-4-2(B1)、単式2気筒飽和式のサイド・ウェルタンク機関車である。運転整備重量は9.3トン、出力は40PS級で、動輪の軸距は1,100mmである。第2動輪から従輪までも1,100mmである。
最大の特徴は、0-4-2(B1)という車軸配置である。こうした車軸配置は、側水槽や炭庫の容量増大や後進運転時の安定性などを買われて、森林鉄道の機関車に採用されることが多いが、本形式は、単に軸重軽減のためと推定されており、製造時はこれらについて、あまり考慮された構造ではなかった。1915年（大正4年）の6月と7月に水槽の改造や炭庫の背面への張り出しを設ける改造の認可申請が出されている。
本形式は、国有化後も久留里線で使用されたが、1930年（昭和5年）8月20日に1,067mm軌間への改築が完成し、用途を失った。本形式は千葉機関区に1年ほど保管された後、1931年（昭和6年）9月16日付けで廃車となり、間もなく新小岩工場で解体された。

## 主要諸元
- 全長：5,624mm
- 全高：2,818mm
- 軌間：762mm
- 車軸配置：0-4-2(B1)
- 動輪直径：650mm
- 弁装置：マックス・オーレンシュタイン式
- シリンダー（直径×行程）：185mm×300mm
- ボイラー圧力：12.0kg/cm2
- 火格子面積：0.44m2
- 全伝熱面積：14.4m2
- 機関車運転整備重量：9.9t
- 水タンク容量：1.09m3
- 燃料積載量：0.56t
- 機関車性能
  - シリンダ引張力：1.650kg
- ブレーキ方式：手ブレーキ

## 同形機
前述のように、耶馬渓鉄道に納入された1913年製の3両（1 - 3）が知られている。
そのうちの1は、1935年（昭和10年）5月に佐世保鉄道に譲渡され、同社の21となった。その時点で破損があり、側水槽が新造されている。1936年（昭和11年）に佐世保鉄道が国有化されたのにともない、鉄道省ケ703形（ケ703）となった。同機は、1941年（昭和16年）5月に改軌工事の完成を待たずに廃車となった。
2については、1933年（昭和8年）に豊州鉄道（2代。後の大分交通豊州線）に譲渡され、10となった。
3は、1927年（昭和2年）に落石事故により廃車となっている。